# 晕环东方鲀
晕环东方鲀（学名：Takifugu coronoidus）为鲀科东方鲀属的鱼类。在中国，分布于长江下游及河口区、即从江苏张家港市福姜沙至上海南汇东风渔场等，一般生活于长江口淡水和咸淡水区中下层。